# Klasztor Louka

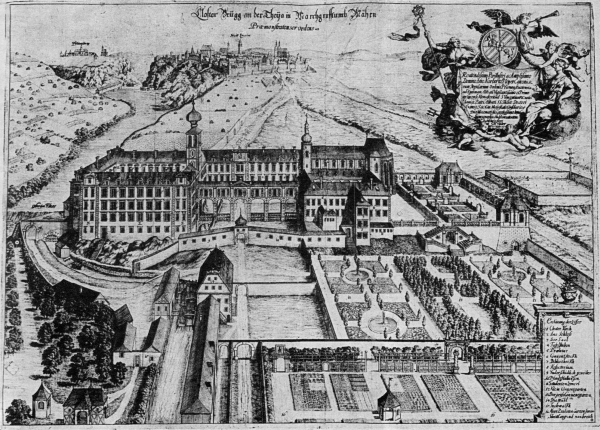
Klasztor Louka w końcu XVII w. (G.M.Vischer)

Klasztor Louka (cz. Loucký klášter; niem. Klosterbruck) – zabytkowy klasztor premonstratensów, w Znojmie nad Dyją (Czechy, kraj południowomorawski), barokowy gmach wybudowany po 1748, na miejscu wcześniejszego, z XII w.

## Historia
Bogato uposażona z 1190 fundacja księcia znojemskiego Konrada II Otto i jego matki. W latach świetności jeden z największych i najważniejszych klasztorów w tej części Europy. Poważnie zniszczony podczas wojen husyckich 1419-1436. Zrujnowany klasztor rozpoczęto odbudowywać w 1748. Budowy nie ukończono, w wyniku reform józefińskich w 1784 klasztor objęła kasata. Unikalną bibliotekę przeniesiono do klasztoru na Strahowie. Następnie, niemal do końca XX w. klasztor zaadaptowano na wojskowe koszary (w XIX wieku przez pewien czas działała tutaj c. i k. Techniczna Akademia Wojskowa).

## Dziś
Od 1993 w klasztorze produkowane jest wino Znovin Znojmo, a w jego podziemiach znajdują się jedne z największych w Europie piwnic do leżakowania wina. Przechowuje się tu około 1 mln. butelek znojemskiego wina.

## Kościół klasztorny
Najcenniejszym zabytkiem klasztoru (unikalnym w skali całego kraju), jest ukryta w podziemiach romańsko-gotycka kaplica Wniebowzięcia Najświętszej Maryi Panny i św. Wacława.